# Григорий Данилович Римский
Григо́рий Дани́лович Ри́мский  — второстепенный персонаж романа «Мастер и Маргарита» Михаила Булгакова. Финдиректор / заместитель директора театра Варьете.

## Описание персонажа
Булгаков описал Римского через небольшие черточки: тонкие губы, злобный взгляд сквозь роговые очки, золотые часы на цепочке.
Римский женат
«…Позвонила взволнованная дама, стала требовать Римского, ей посоветовали позвонить к жене его, на что трубка, зарыдав, ответила, что она и есть жена и что Римского нигде нет…». «…В одиннадцатом часу ворвалась в Варьете мадам Римская…». «…заявление привезла в Варьете супруга Римского. Сам Григорий Данилович не нашел в себе силы даже днем побывать в том здании…»

## Происхождение персонажа
Фамилия
Римский — однофамилец композитора Н. А. Римского-Корсакова; в ранних редакциях имел фамилию Поплавский.
Такая смена позволила читателям связывать персонажа с двумя другими с говорящей музыкальной фамилией: Михаил Александрович Берлиоз и Александр Николаевич Стравинский. Все трое — руководители своих организаций. В самом варьете де-факто управлял финансовый директор Римский, а безответственный и некомпетентный директор Степан Лиходеев лишь руководил на бумаге.

## Образ Римского в кинематографе
| Название           | Страна             | Год  | Режиссёр           | В роли Римского   | Примечания |
| ------------------ | ------------------ | ---- | ------------------ | ----------------- | ---------- |
| Мастер и Маргарита | Италия · Югославия | 1972 | Александр Петрович | Ташко Начич       |            |
| Мастер и Маргарита | Польша             | 1988 | Мацей Войтышко     | Витольд Скарух    |            |
| Мастер и Маргарита | Россия             | 1994 | Юрий Кара          | Виктор Сергачёв   |            |
| Мастер и Маргарита | Россия             | 2005 | Владимир Бортко    | Илья Олейников    | телесериал |
| Мастер и Маргарита | Россия             | 2024 | Михаил Локшин      | Валерий Кухарешин |            |